# Teoria de cordes bosònica
La teoria de cordes bosònica és la versió original de la teoria de cordes, desenvolupada a finals de la dècada del 1960 i que porta el nom de Satyendra Nath Bose. Malgrat que tenia característiques força interessants, predia l'existència de taquions, partícules amb propietats estranyes (i mai observades) i no incloïa els fermions. Totes les seves partícules són bosons (d'aquí el seu nom).
Els físics han calculat que la teoria de cordes bosònica requereix 26 dimensions espaitemporals: 25 dimensions espacials i una de temporal.
A la dècada del 1980, es va descobrir la supersimetria en el context de la teoria de cordes, i una nova versió de la teoria de cordes anomenada teoria de supercordes (teoria de cordes supersimètriques) es va convertir en el veritable focus d'atenció. No obstant això, la teoria de cordes bosòniques segueix sent un model molt útil per entendre moltes característiques generals de la teoria de cordes pertorbatives (és a dir, per aproximacions successives), i moltes dificultats teòriques de les supercordes ja es poden trobar en el context de les cordes bosòniques.

## Visió general

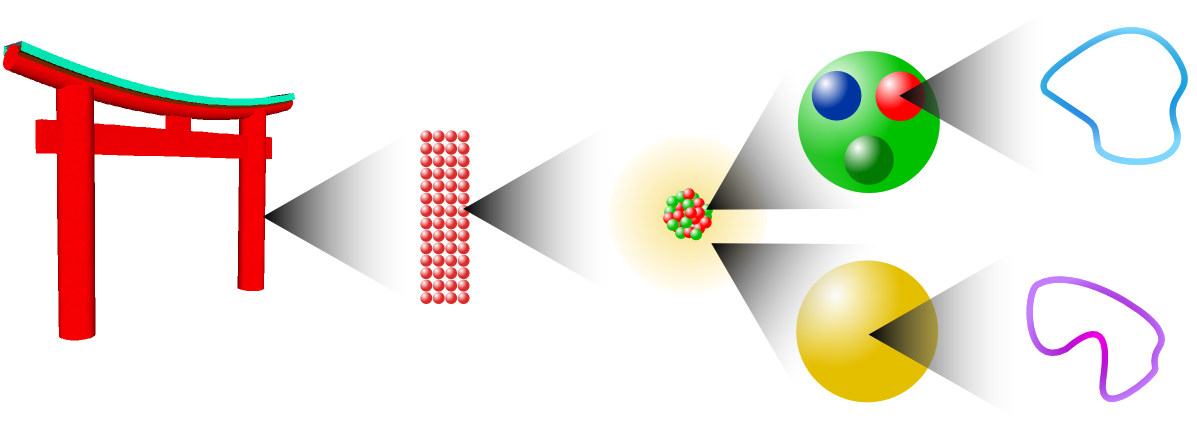
Les cordes com a blocs de construcció de l'Univers, una erarquia des d'objectes macroscòpics fins a àtoms, nuclis, quarks o gluons i cordes

En contrast amb el model estàndard de física de partícules, en la teoria de cordes els blocs de construcció fonamentals dels quals es compon l'Univers no són partícules en el sentit de punts (és a dir, objectes de dimensió zero), sinó objectes unidimensionals vibrants. Aquests objectes unidimensionals s'anomenen «cordes». Les partícules elementals es poden imaginar com una excitació vibratòria de les cordes, on la freqüència correspon a una energia segons la mecànica quàntica.
En els desenvolupaments posteriors de la teoria de cordes, les anomenades teories de branes, no només les cordes unidimensionals (o quan s'inclou el temps, (1+1)-dimensionals) es consideren objectes bàsics, sinó també s'utilitzen objectes de dimensions superiors («branes»).
En assumir aquesta estructura unidimensional de les cordes, sorgeixen automàticament moltes propietats desitjables d'una teoria més fonamental de la física. El que més destaca és que qualsevol teoria de cordes compatible amb la mecànica quàntica ha d'incloure la gravetat quàntica.
La teoria de cordes evita problemes causats per bucles divergents i les teories de renormalització desenvolupades per compensar-los. Les divergències (valors infinits de les integrals) sorgeixen especialment per a les partícules puntuals de la seva autointeracció (per exemple, els objectes unidimensionals queden «untats» i, per tant, suavitzats). En termes simples, es pot imaginar així: si s'observa el principi d'incertesa de Heisenberg, que és fonamental per a la mecànica quàntica {\displaystyle \Delta x\Delta p\;\sim \;\hbar }, es troba el següent: Si {\displaystyle \Delta x\rightarrow 0}, aleshores {\displaystyle \Delta p\to \infty }. Això vol dir que si la distància desapareix, es produiria un impuls infinit. Aquest és ara el cas de la teoria de cordes {\displaystyle \Delta x\to 0} evitat i hi ha un límit superior, el moment només pot tenir un valor gran però finit, d'aquesta manera s'eviten les divergències en la teoria. El principi d'incertesa es modifica per a les cordes:
{\displaystyle \Delta x={\frac {\hbar }{\Delta p}}+\alpha '{\frac {\Delta p}{\hbar }}} amb {\displaystyle \alpha '={\frac {1}{2\pi T_{s}}}},
on {\displaystyle T_{s}} descriu la tensió de la corda. El nou terme {\displaystyle \alpha '{\tfrac {\Delta p}{\hbar }}} s'utilitza aquí per establir una distància mínima. Aquesta distància mínima ve donada ara per:
{\displaystyle x_{\mathrm {min} }\;\sim \;2{\sqrt {\alpha '}}}
Si ara {\displaystyle \alpha '\neq 0} s'aplica, el problema de les interaccions puntuals no sorgeix perquè estan excloses.

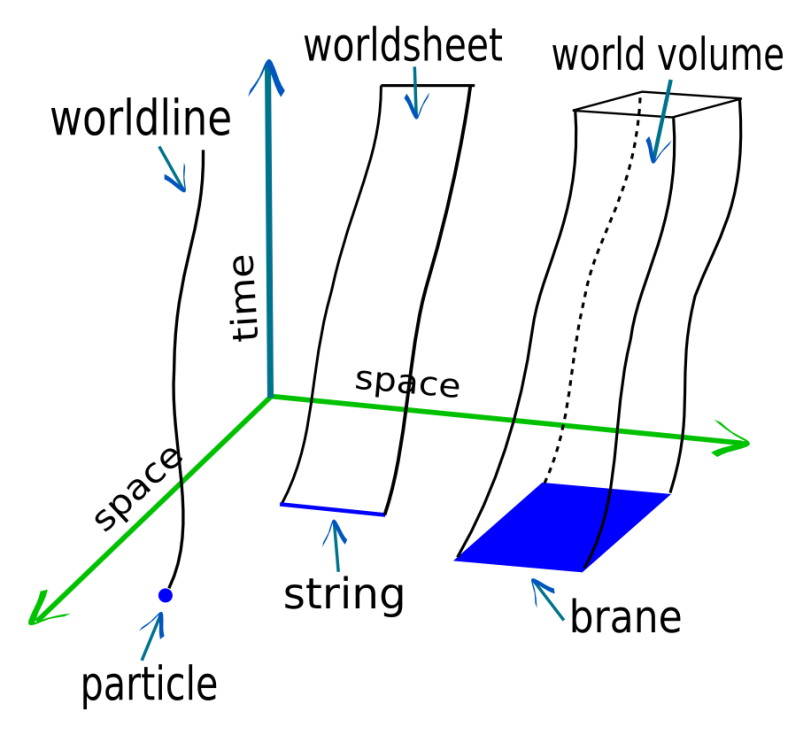
La línia d'univers (worldline), la fulla d'univers (worldsheet) i el volum d'univers (world volume) deriven de les partícules, cordes i branes

L'escala de longitud característica de les cordes hauria de ser de l'ordre de la longitud de Planck, la mida per sota de la qual els efectes de la gravetat quàntica esdevenen importants:
{\displaystyle \ell _{P}={\sqrt {\frac {\hbar G}{c^{3}}}}\cong 1{,}61624(12)\cdot 10^{-35}\,\mathrm {m} }
A escales de longitud molt més grans, com les accessibles als laboratoris avui en dia, aquests objectes serien indistinguibles de les partícules puntuals de dimensió zero. No obstant això, els estats vibracionals i l'estructura d'aquestes cordes minúscules les farien semblar diferents partícules elementals del model estàndard de física de partícules elementals. Per exemple, un estat vibracional de la corda estaria associat amb un fotó, un altre estat amb un quark. Aquest efecte unificador de la teoria de cordes és un dels seus punts forts, però cap solució coneguda a aquesta teoria encara reprodueix amb precisió la multitud de partícules conegudes en el model estàndard.
En l'espaitemps, una partícula dibuixa una línia, anomenada «línia d'univers»: la partícula no té extensió espacial, però es mou al llarg del «temps». Una corda, en canvi, té una àrea del món bidimensional («fulla d'univers») perquè també té una extensió espacial unidimensional. Les interaccions de partícules elementals, descrites a la teoria quàntica de camps habitual de partícules puntuals amb diagrames de Feynman en l'espaitemps, es poden imaginar «engrossint» aquests diagrames de Feynman en una direcció espacial (vegeu la imatge de la dreta).

## Tipus de cordes bosòniques
Hi ha quatre possibles teories de cordes bosòniques, depenent de si es permeten les cordes obertes i si les cordes tenen una orientació especificada. Cal recordar que una teoria de cordes obertes també ha d'incloure cordes tancades; es pot pensar que les cordes obertes tenen els seus extrems fixats en una D25-brana que omple tot l'espaitemps.

Els objectes fonamentals de la teoria de cordes són les cordes obertes i les cordes tancades

Una orientació específica de la corda significa que només es permet la interacció corresponent a una fulla d'univers orientable (p. ex., dues cordes només es poden fusionar amb la mateixa orientació). Un esbós dels espectres de les quatre possibles teories és el següent:
| Teoria bosònica de cordes          | Estats {\displaystyle M^{2}} no-positius                          |
| ---------------------------------- | ----------------------------------------------------------------- |
| Oberta i tancada, orientada        | taquió, gravitó, dilató, tensor antisimètric sense massa          |
| Oberta i tancada, sense orientació | taquió, gravitó, dilató                                           |
| Tancada, orientada                 | taquió, gravitó, dilató, tensor antisimètric, bosó vectorial U(1) |
| Tancada, sense orientació          | taquió, gravitó, dilató                                           |

S'ha de tenir en compte que les quatre teories tenen un taquió d'energia negativa ({\displaystyle M^{2}=-{\frac {1}{\alpha '}}}) i un gravitó sense massa.
La resta d'aquest article s'aplica a la teoria tancada i orientada, corresponent a fulles d'univers orientables i sense vores.

## Formulació matemàtica

### Teoria de la pertorbació de la integral de camins
Es pot dir que la teoria de cordes bosònica està definida per la quantificació de la integral de camins de l'acció de Polyakov:
{\displaystyle I_{0}[g,X]={\frac {T}{8\pi }}\int _{M}d^{2}\xi {\sqrt {g}}g^{mn}\partial _{m}x^{\mu }\partial _{n}x^{\nu }G_{\mu \nu }(x)}
{\displaystyle x^{\mu }(\xi )} és el camp de la fulla d'univers que descriu la incrustació de la corda en 25+1 dimensions espaitemporals; en la formulació de Polyakov, {\displaystyle g} no s'ha d'entendre com la mètrica induïda a partir de la incrustació, sinó com un camp dinàmic independent. {\displaystyle G} és la mètrica de l'espaitemps objectiu, que normalment es pren com la mètrica de Minkowski en la teoria pertorbativa. Sota una rotació de Wick, això es porta a una mètrica euclidiana {\displaystyle G_{\mu \nu }=\delta _{\mu \nu }}. {\displaystyle M} és la fulla d'univers com a varietat topològica parametritzada per a les coordenades {\displaystyle \xi }. {\displaystyle T} és la tensió de la corda i relacionada amb el pendent de Regge com:
{\displaystyle T={\frac {1}{2\pi \alpha '}}}.
{\displaystyle I_{0}} té invariància de difeomorfisme i invariància de Weyl. La simetria de Weyl es trenca en quantificar (anomalia conforme) i, per tant, aquesta acció s'ha de complementar amb un contraterme, juntament amb un terme hipotètic purament topològic, proporcional a la característica d'Euler:
{\displaystyle I=I_{0}+\lambda \chi (M)+\mu _{0}^{2}\int _{M}d^{2}\xi {\sqrt {g}}}
La ruptura explícita de la invariància de Weyl pel contraterme es pot cancel·lar en la dimensió crítica 26.
Aleshores, les magnituds físiques es construeixen a partir de la funció de partició (euclidiana) i la funció de N punts:
{\displaystyle Z=\sum _{h=0}^{\infty }\int {\frac {{\mathcal {D}}g_{mn}{\mathcal {D}}X^{\mu }}{\mathcal {N}}}\exp(-I[g,X])}
{\displaystyle \left\langle V_{i_{1}}(k_{1}^{\mu })\cdots V_{i_{p}}(k_{p}^{\mu })\right\rangle =\sum _{h=0}^{\infty }\int {\frac {{\mathcal {D}}g_{mn}{\mathcal {D}}X^{\mu }}{\mathcal {N}}}\exp(-I[g,X])V_{i_{1}}(k_{1}^{\mu })\cdots V_{i_{p}}(k_{p}^{\mu })}

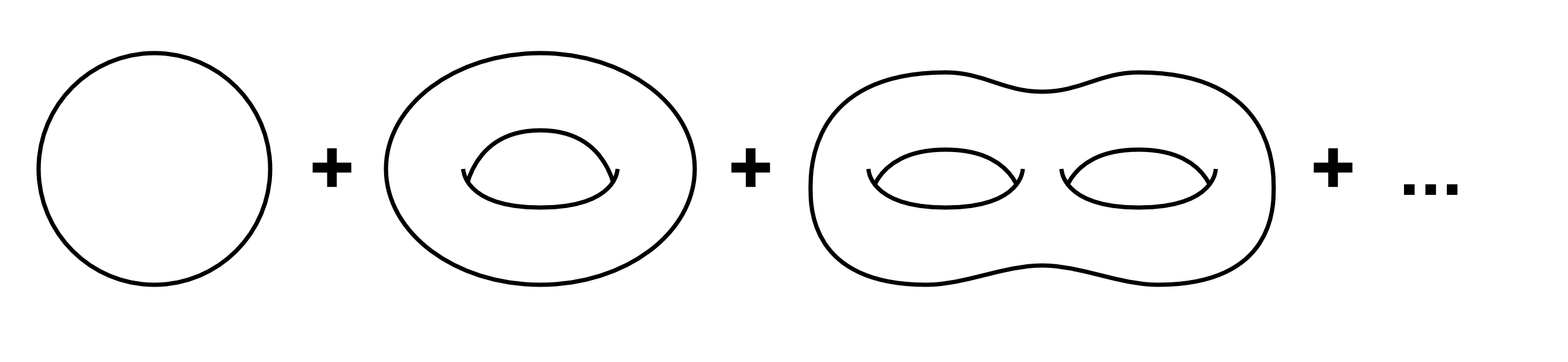
La sèrie pertorbativa s'expressa com una suma sobre topologies, indexada pel gènere

La suma discreta és una suma sobre possibles topologies, que per a les cordes tancades orientables bosòniques euclidianes són superfícies riemannianes compactes orientables i, per tant, s'identifiquen per un gènere {\displaystyle h}. S'introdueix un factor de normalització {\displaystyle {\mathcal {N}}} per compensar l'excès de simetries. Mentre que el càlcul de la funció de partició correspon a la constant cosmològica, la funció de {\displaystyle N} punts, incloent {\displaystyle p} operadors de vèrtex, descriu l'amplitud de dispersió de les cordes.
El grup de simetria de l'acció en realitat redueix dràsticament l'espai d'integració a una varietat de dimensions finites. La integral de camí {\displaystyle g} en la funció de partició és a priori una suma sobre possibles estructures riemannianes; tanmateix, el quocient respecte a les transformacions de Weyl ens permet considerar només estructures conformes, és a dir, classes d'equivalència de mètriques sota les identificacions de mètriques relacionades per:
{\displaystyle g'(\xi )=e^{\sigma (\xi )}g(\xi )}
Com que la fulla d'univers és bidimensional, hi ha una correspondència 1-1 entre estructures conformals i estructures complexes. Encara s'han de quocientar els difeomorfismes. Això ens deixa amb una integració sobre l'espai de totes les estructures complexes possibles mòdul de difeomorfismes, que és simplement l'espai de mòduls de la superfície topològica donada i, de fet, és una varietat complexa de dimensions finites. El problema fonamental de les cordes bosòniques pertorbatives es converteix, per tant, en la parametrització de l'espai de mòduls, que no és trivial per al gènere {\displaystyle h\geq 4}.
La quantitat més important de la primera teoria de cordes bosòniques quantificades és l'amplitud de dispersió de N punts. Això tracta les cordes entrants i sortints com a punts, que en teoria de cordes són taquions, amb impuls ki que es connecten a una fulla d'univers de cordes als punts de la superfície zi.. Ve donat per la següent integral funcional sobre totes les possibles incrustacions d'aquesta superfície 2D en 26 dimensions:
{\displaystyle A_{N}=\int D\mu \int D[X]\exp \left(-{\frac {1}{4\pi \alpha }}\int \partial _{z}X_{\mu }(z,{\overline {z}})\partial _{\overline {z}}X^{\mu }(z,{\overline {z}})\,dz^{2}+i\sum _{i=1}^{N}k_{i\mu }X^{\mu }(z_{i},{\overline {z}}_{i})\right)}
La integral funcional es pot fer perquè és una gaussiana que es converteix en:
{\displaystyle A_{N}=\int D\mu \prod _{0<i<j<N+1}|z_{i}-z_{j}|^{2\alpha k_{i}.k_{j}}}
Aquest s'integra sobre els diferents punts zi. S'ha de tenir especial cura perquè dues parts d'aquesta regió complexa poden representar el mateix punt a la superfície 2D i no s'ha de integrar dues vegades. També s'ha assegurar que no s'està integrant diverses vegades en diferents parametritzacions de la superfície. Quan això es té en compte, es pot utilitzar per calcular l'amplitud de dispersió de 4 punts (l'amplitud de 3 punts és simplement una funció delta):
{\displaystyle A_{4}={\frac {\Gamma (-1+{\frac {1}{2}}(k_{1}+k_{2})^{2})\Gamma (-1+{\frac {1}{2}}(k_{2}+k_{3})^{2})}{\Gamma (-2+{\frac {1}{2}}((k_{1}+k_{2})^{2}+(k_{2}+k_{3})^{2}))}}}
que és una funció beta, coneguda com a amplitud de Veneziano. Va ser aquesta funció beta la que sembla que es va trobar abans que es desenvolupés la teoria de cordes completa. Amb les supercordes, les equacions contenen no només les coordenades X espaitemps 10D, sinó també les coordenades de Grassmann θ. Com que hi ha diverses maneres de fer-ho, això condueix a diferents teories de cordes.
Quan s'integra sobre superfícies com el tor, s'acaba amb equacions en termes de funcions theta i funcions el·líptiques com la funció eta de Dedekind. Això és suau a tot arreu, que ha de ser per tenir sentit físic, només quan s'eleva a la potència 24. Aquest és l'origen de la necessitat de 26 dimensions d'espaitemps per a la teoria de cordes bosòniques. Les dues dimensions addicionals sorgeixen com a graus de llibertat de la superfície de la corda.

#### h = 0
A nivell d'arbre, corresponent al gènere 0, la constant cosmològica s'esvaeix: {\displaystyle Z_{0}=0}.
La funció de quatre punts per a la dispersió de quatre taquions és l'amplitud de Shapiro-Virasoro:
{\displaystyle A_{4}\propto (2\pi )^{26}\delta ^{26}(k){\frac {\Gamma (-1-s/2)\Gamma (-1-t/2)\Gamma (-1-u/2)}{\Gamma (2+s/2)\Gamma (2+t/2)\Gamma (2+u/2)}}}
On {\displaystyle k} és el momentum total i {\displaystyle s}, {\displaystyle t}, {\displaystyle u} són les variables de Mandelstam.

#### h = 1
El gènere 1 és el tor i correspon al nivell d'un sol bucle. La funció de partició és de:
{\displaystyle Z_{1}=\int _{{\mathcal {M}}_{1}}{\frac {d^{2}\tau }{8\pi ^{2}\tau _{2}^{2}}}{\frac {1}{(4\pi ^{2}\tau _{2})^{12}}}\left|\eta (\tau )\right|^{-48}}

La regió ombrejada és un possible domini fonamental per al grup modular

{\displaystyle \tau } és un nombre complex amb part imaginària positiva {\displaystyle \tau _{2}}; {\displaystyle {\mathcal {M}}_{1}}, holomorf a l'espai dels mòduls del tor, és qualsevol domini fonamental per al grup modular {\displaystyle PSL(2,\mathbb {Z} )} actuant sobre el semiplà superior, per exemple{\displaystyle \left\{\tau _{2}>0,|\tau |^{2}>1,-{\frac {1}{2}}<\tau _{1}<{\frac {1}{2}}\right\}}. {\displaystyle \eta (\tau )} és la funció eta de Dedekind. L'integrand és, per descomptat, invariant sota el grup modular: la mesura {\displaystyle {\frac {d^{2}\tau }{\tau _{2}^{2}}}} és simplement la mètrica de Poincaré que té PSL(2,R) com a grup d'isometria; la resta de l'integrand també és invariant en virtut de {\displaystyle \tau _{2}\rightarrow |c\tau +d|^{2}\tau _{2}} i el fet que {\displaystyle \eta (\tau )} és una forma modular de pes 1/2.
Aquesta integral divergeix. Això es deu a la presència del taquió i està relacionat amb la inestabilitat del buit pertorbatiu.

### Acció de Nambu-Goto[3]
L'acció de Nambu-Goto, introduïda a la dècada del 1970 per Yōichirō Nambu i Tetsuo Gotō, és l'acció més senzilla de la teoria de cordes; descriu una teoria de cordes bosònica (sense fermions). Tanmateix, com que la quantificació del con de llum de l'acció de Nambu-Goto no és manifestament covariant, és més convenient utilitzar l'acció de Polyakov, més complicada però equivalent. Una partícula puntual que es mou en l'espaitemps descriu una corba unidimensional, també anomenada línia d'univers o worldline en anglès.
L'acció per a una partícula puntual relativista és: 
{\displaystyle S=-m\int \mathrm {d} s=-m\int {\sqrt {-\eta _{\mu \nu }\mathrm {\mathrm {d} } X^{\mu }\,\mathrm {d} X^{\nu }}}=-m\int {\sqrt {-\eta _{\mu \nu }{\tfrac {\mathrm {d} X^{\mu }}{\mathrm {d} \tau }}\,{\tfrac {\mathrm {d} X^{\nu }}{\mathrm {d} \tau }}}}\mathrm {d} \tau }
(on s'escull el signe del terme sota el signe de l'arrel de manera que el terme sota l'arrel sigui positiu per a línies d'univers semblants al temps).
De la mateixa manera, una corda unidimensional que es mou en l'espaitemps descriu una superfície de l'univers bidimensional, anomenada fulla d'univers. La fulla d'univers d'una cadena es descriu mitjançant una parametrització {\displaystyle X^{\mu }(\tau ,\sigma )} on {\displaystyle \mu =0,1,2,\dots ,d}, mentre {\displaystyle -\infty <\tau <\infty } es pot interpretar com el paràmetre de temps i {\displaystyle 0\leqslant \sigma \leqslant \sigma _{m}} parametritza la corda. La condició es compleix per a les cordes tancades {\displaystyle X^{\mu }(\tau ,\sigma )=X^{\mu }(\tau ,\sigma +2\pi )}. Definim els vectors tangencials a la fulla d'univers {\displaystyle \mathrm {d} v_{1}^{\mu }={\tfrac {\partial X^{\mu }}{\partial \tau }}\mathrm {d} \tau } i {\displaystyle \mathrm {d} v_{2}^{\mu }={\tfrac {\partial X^{\mu }}{\partial \sigma }}\mathrm {d} \sigma }. Per descriure la fulla d'univers, podem partir de la coneguda fórmula per a una superfície euclidiana:
{\displaystyle {\begin{aligned}\mathrm {d} A&=|\mathrm {d} v_{1}||\mathrm {d} v_{2}||{\sin \phi }|=|\mathrm {d} v_{1}||\mathrm {d} v_{2}|{\sqrt {1-\cos ^{2}\phi }}={\sqrt {|\mathrm {d} v_{1}|^{2}|\mathrm {d} v_{2}|^{2}-|\mathrm {d} v_{1}|^{2}|\mathrm {d} v_{2}|^{2}\cos ^{2}\phi }}\\&={\sqrt {\left(\mathrm {d} v_{1}\cdot \mathrm {d} v_{1}\right)\left(\mathrm {d} v_{2}\cdot \mathrm {d} v_{2}\right)-\left(\mathrm {d} v_{1}\cdot \mathrm {d} v_{2}\right)^{2}}}\end{aligned}}}
Com que el radicand és negatiu en el cas de les cordes, el signe s'ha de canviar simplement canviant els termes; si ara s'insereixen els vectors tangencials, això condueix a
{\displaystyle A=\int \mathrm {d} \tau \mathrm {d} \sigma {\sqrt {\left({\frac {\partial X^{\mu }}{\partial \tau }}{\frac {\partial X^{\mu }}{\partial \sigma }}\right)^{2}-\left({\frac {\partial X^{\mu }}{\partial \tau }}\right)^{2}\left({\frac {\partial X^{\mu }}{\partial \sigma }}\right)^{2}}}=\int \mathrm {d} \tau \mathrm {d} \sigma {\sqrt {-\det \left({\frac {\partial X^{\mu }}{\partial \sigma _{1}}}{\frac {\partial X^{\nu }}{\partial \sigma _{2}}}\eta _{\mu \nu }\right)}}}
on {\displaystyle \eta _{\mu \nu }} és el tensor mètric.
Després de multiplicar per les unitats adequades per tal de fer compatible el funcional amb una acció, obtenim l'acció de Nambu-Goto per a cordes relativistes tancades i obertes en un espaitemps {\displaystyle d}-dimensional:
{\displaystyle S=-{\frac {T_{s}}{c}}\int _{\tau _{i}}^{\tau _{f}}\mathrm {d} \tau \int _{0}^{\sigma _{m}}\mathrm {d} \sigma {\sqrt {({\dot {X}}\cdot X')^{2}-{\dot {X}}^{2}X'^{2}}}}
on {\displaystyle c} és la velocitat de la llum i {\displaystyle T_{s}} és la tensió de la corda. A més:
{\displaystyle L({\dot {X^{\mu }}},X^{\mu '})={\sqrt {({\dot {X}}\cdot X')^{2}-{\dot {X}}^{2}X'^{2}}}}
en què s'han utilitzat les següents anotacions:
{\displaystyle {\dot {X}}={\frac {\partial X^{\mu }}{\partial \tau }},\,X'={\frac {\partial X^{\mu }}{\partial \sigma }}}
A partir d'aquí obtenim els moments conjugats:
{\displaystyle P_{\mu }^{\tau }={\frac {\partial L}{\partial {\dot {X^{\mu }}}}}=-{\frac {T_{s}}{c}}{\frac {({\dot {X}}\cdot X')X'_{\mu }-X'^{2}{\dot {X}}_{\mu }}{\sqrt {({\dot {X}}\cdot X')^{2}-{\dot {X}}^{2}X'^{2}}}}}
{\displaystyle P_{\mu }^{\sigma }={\frac {\partial L}{\partial X^{\mu '}}}=-{\frac {T_{s}}{c}}{\frac {({\dot {X}}\cdot X'){\dot {X}}_{\mu }-({\dot {X}})^{2}X'_{\mu }}{\sqrt {({\dot {X}}\cdot X')^{2}-{\dot {X}}^{2}X'^{2}}}}}
L'acció de Nambu-Goto es pot reescriure de manera que sigui manifestament invariant sota reparametrizacions amb {\displaystyle \gamma =\det(\gamma _{\alpha \beta })}: 
{\displaystyle \gamma _{\alpha \beta }={\begin{pmatrix}{\dot {X}}^{2}&{\dot {X}}X'\\{\dot {X}}X'&X'^{2}\end{pmatrix}}}.
Això condueix a:
{\displaystyle S={\frac {T_{s}}{c}}\int \mathrm {d} \tau \mathrm {d} \sigma {\sqrt {-\gamma }}}
Aquesta forma de l'acció fa que sigui fàcilment generalitzable a objectes amb més dimensions que les cordes, com ara D-branes.

### Acció de Polijakov[4]
L'arrel quadrada de l'acció de Nambu-Goto fa que la quantificació sigui més complicada. Les dificultats es resolen passant a l'acció de Polijakov:
{\displaystyle S_{\sigma }=-{\frac {T}{2}}\int \mathrm {d} ^{2}\sigma \ {\sqrt {-h}}h^{\alpha \beta }\partial _{\alpha }X\cdot \partial _{\beta }X},
on {\displaystyle h_{\alpha \beta }(\sigma ,\tau )} és una mètrica dinàmica a la fulla d'univers ({\displaystyle \mathrm {d} ^{2}\sigma =\mathrm {d} \sigma \mathrm {d} \tau }). La invariància sota reparametritzacions i la invariància d'escala (pròpiament invariància de Weyl) permeten escriure aquesta mètrica com la mètrica de Minkowski:
{\displaystyle h_{\alpha \beta }={\begin{pmatrix}-1&0\\0&1\end{pmatrix}}}
per tant, l'acció es simplifica i pren la forma:
{\displaystyle S={\frac {T}{2}}\int \mathrm {d} ^{2}\sigma \left({\dot {X}}^{2}-X'^{2}\right)}

#### Simetries de l'acció de Polijakov[5]
S'observa que l'acció de Polyjakov és invariant sota les següents transformacions:
- Transformacions de Poincaré: una simetria global que actua sobre les coordenades de la fulla d'univers com {\displaystyle \delta X^{\mu }=a_{\nu }^{\mu }X^{\nu }+b^{\mu }} amb {\displaystyle \delta h^{\alpha \beta }=0}.
- Reparametritzacions: l'acció de Polyakov és clàssicament equivalent a l'acció de Nambu-Goto, per tant també localment invariant per a reparametrizacions del tipus {\displaystyle \sigma ^{\alpha }\mapsto f^{\alpha }(\sigma )=\sigma '^{\alpha }} e {\displaystyle h_{\alpha \beta }(\sigma )={\tfrac {\partial f^{\gamma }}{\partial \sigma ^{\alpha }}}{\tfrac {\partial f^{\delta }}{\partial \sigma ^{\beta }}}h_{\gamma \delta }(\sigma ')}.
- Transformacions de Weyl: transformacions locals de la mètrica per a un factor d'escala: {\displaystyle h_{\alpha \beta }\mapsto e^{\phi (\sigma ,\tau )}h_{\alpha \beta }} mentre que les coordenades no varien:{\displaystyle \delta X^{\mu }=0}.

#### Equació de moviment i condicions de contorn
Suposant que el moviment es produeix en l'espaitemps pla de Minkowski, les equacions de moviment de l'acció de Polyakov són una equació d'ona{\displaystyle \partial _{\alpha }\partial ^{\alpha }X^{\mu }=0} per a la coordenada {\displaystyle X^{\mu }}, mentre que la restricció per a la mètrica {\displaystyle h_{\alpha \beta }} és la cancel·lació del tensor energia-impuls.
Per a una corda tancaca s'apliquen les condicions de límit periòdiques
{\displaystyle X^{\mu }(\sigma ,\tau )=X^{\mu }(\sigma +\pi ,\tau )}.
Per a una corda oberta, es poden aplicar les condicions de contorn de Neumann, que deixen els extrems de la corda lliures per moure's:
{\displaystyle X'_{\mu }=0} per {\displaystyle \sigma =0,\pi },
per a una corda oberta amb condicions de contorn de Dirichlet, però, els punts extrems són fixos:
{\displaystyle X^{\mu }|_{\sigma =0}=X_{0}^{\mu }} e {\displaystyle X^{\mu }|_{\sigma =\pi }=X_{\pi }^{\mu }}.

#### Solució de l'equació del moviment
Per trobar les solucions de les equacions del moviment, és adequada una formulació en coordenades de con de llum, és a dir:
{\displaystyle \sigma ^{\pm }=\tau \pm \sigma }
que condueix a la següent equació d'ona:
{\displaystyle \partial _{+}\partial _{-}X^{\mu }=0}.
on es defineixen les derivades
{\displaystyle \partial _{\pm }={\frac {1}{2}}(\partial _{\tau }\pm \partial _{\sigma })}

##### Corda tancada
La solució general de l'equació d'ona per a cordes tancades amb condicions de contorn periòdiques ve donada per
{\displaystyle X_{R}^{\mu }={\frac {1}{2}}x^{\mu }+{\frac {1}{2}}l_{s}^{2}p^{\mu }(\tau -\sigma )+{\frac {i}{2}}l_{s}\sum _{n\neq 0}{\frac {1}{n}}\alpha _{n}^{\mu }e^{-2in(\tau -\sigma )}}
{\displaystyle X_{L}^{\mu }={\frac {1}{2}}x^{\mu }+{\frac {1}{2}}l_{s}^{2}p^{\mu }(\tau +\sigma )+{\frac {i}{2}}l_{s}\sum _{n\neq 0}{\frac {1}{n}}{\tilde {\alpha }}_{n}^{\mu }e^{-2in(\tau +\sigma )}},
on s'ha utilitzat el paràmetre {\displaystyle l_{s}=\alpha '} en lloc de {\displaystyle T={\tfrac {1}{2\pi \alpha '}}} per simplicitat. La coordenada {\displaystyle X_{R}^{\mu }} s'anomena moviment a la dreta mentre {\displaystyle X_{L}^{\mu }} s'anomena moviment a l'esquerra.

##### Corda oberta
La solució general de l'equació d'ona per a cordes obertes amb condicions de contorn de Neumann ve donada per
{\displaystyle X_{L}^{\mu }={\frac {1}{2}}x^{\mu }+{\frac {1}{2}}l_{s}^{2}p^{\mu }\tau +il_{s}\sum _{m\neq 0}{\frac {1}{m}}\alpha _{m}^{\mu }e^{im\tau }\cos(m\sigma )}.
on {\displaystyle x^{\mu }} i {\displaystyle p^{\mu }} són respectivament la posició i el moment del centre de massa de la corda; els diferents termes exponencials descriuen els estats excitats, només l'enfocament post model a la teoria de cordes.

## Problemes
Tot i que la teoria de cordes bosòniques té moltes característiques atractives, es queda curta com a model físic viable en dues àrees importants:
- En primer lloc, només prediu l'existència de bosons, mentre que moltes partícules físiques són fermions.
- En segon lloc, prediu l'existència d'un mode de corda amb massa imaginària, la qual cosa implica que la teoria té una inestabilitat davant un procés conegut com a «condensació de taquions».

A més, la teoria de cordes bosòniques en una dimensió general d'espaitemps mostra inconsistències a causa de l'anomalia conforme. Però, com va observar per primera vegada Claud Lovelace, en un espaitemps de 26 dimensions (25 dimensions d'espai i una de temps), la dimensió crítica per a la teoria, l'anomalia s'anul·la. Aquesta alta dimensionalitat no és necessàriament un problema per a la teoria de cordes, perquè es pot formular de tal manera que al llarg de les 22 dimensions en excés, l'espaitemps es plega per formar un petit tor o una altra varietat compacta. Això deixaria només les quatre dimensions familiars de l'espaitemps visibles per als experiments de baixa energia.
L'existència d'una dimensió crítica on l'anomalia s'anul·la és una característica general de totes les teories de cordes.